# علي الخياباني
ملا علي بن عبد العظيم الخياباني التبريزي (1282 هـ - 1367 هـ). هو رجل دين ومؤلِّف وشاعر شيعي إيراني، ولقبه نسبة إلى بلده فلقب الخياباني نسبة إلى محلَّة خيابان [الفارسية] التابعة لمدينة تبريز في شمال غربي إيران، والتي إليها نسبته الأخرى التبريزي. وكانت ولادته في تلك المحلَّة سنة 1282 هـ وبها نمى ونشأ وبعد أنَّ شبَّ عوده، وللتعمُّق في دراسة العلوم الدينية انتقل إلى المدرسة الطالبيَّة ليدرس على بعض الأساتذة والعلماء المعروفين كأحمد الشرابياني، ومحمد صادق الساعتي، وأحمد الخسروشاهي، وأسد الله التبريزي.
كان الخياباني كثير الترحال والسفر، فقد تنقَّل بين مدن مكة والمدينة المنورة ومشهد وخوي وأرومية وزنجان وقم وطهران وبعض المدن العراقيَّة، والتقى بعديد من علماء الشيعة ونال من بعضهم إجازاتٍ رواية واجتهاداً، ومنهم: أبو الحسن الأصفهاني، وعلي الشيرازي، ومحمد حسين آل كاشف الغطاء، وحسين البروجردي.

## وفاته
ذكر القزويني في كتابه يادداشتهاى قزوينى وفاة الخياباني أنَّها كانت في شهر صفر 1367 هـ.

## مؤلفاته
ترك الخياباني عدداً ضخماً من المؤلَّفات، ومن أبرز مؤلَّفاته:
| - منتخب المقاصد ومنتجب الفوائد. في ثمان مجلَّدات ضخام، ذكر آغا بزرگ الطهراني أنَّه نظيرٌ للكشكول، وأنَّ المؤلف «كان في تأليفه أكثر من ثلاثين سنة، وفيه جميع ما رآه في الكتب النفيسة من الفوائد، لا سيما المخطوطة النادرة مما لم يطلع على أسمائها». - علماى معاصر. رسالة فارسيَّة في ترجمة أحوال كثيرٍ من علماء الشيعة الإماميَّة في عصره. | - تحفة الأحباء في شرح قصيدة سيد الشعراء. في شرح عينية إسماعيل الحميري. - وقايع الأيام. في عدَّة مجلَّدات في شرح وقائع شهور محرم ورجب وشعبان ورمضان وشوال، والأعمال العبادية فيهم. - ذخائر الأسفار. - طرائف الصحائف. |